# Katmai

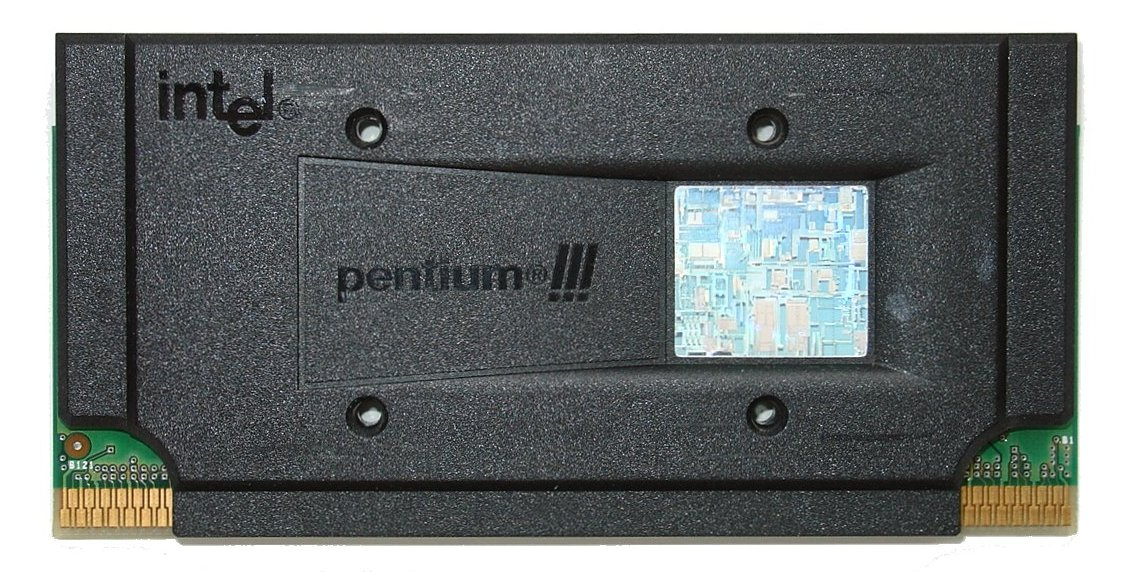
Pentium III Katmai coperto dal suo involucro

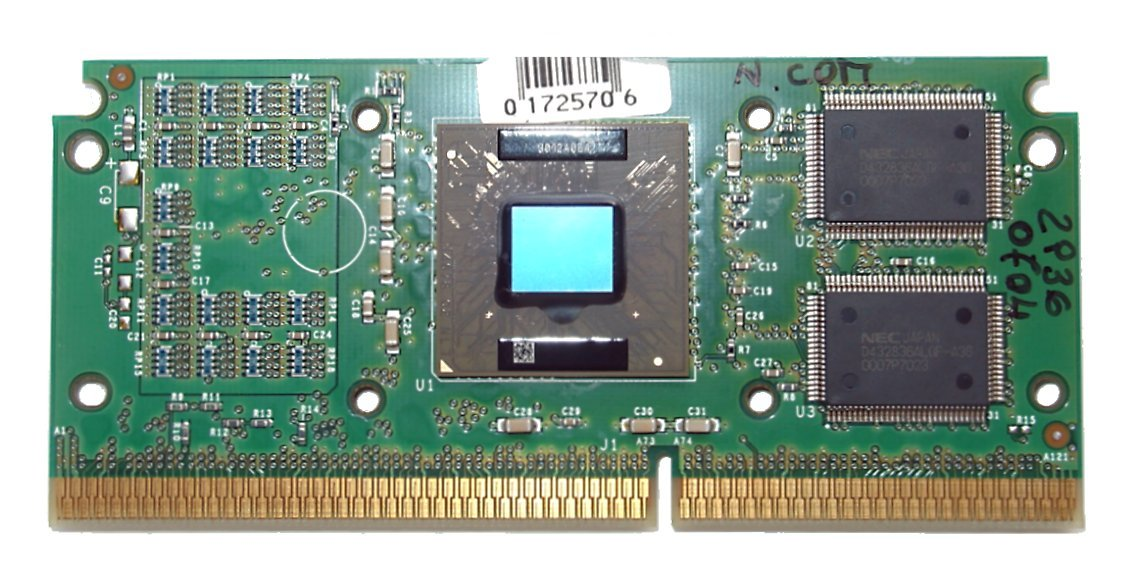
Pentium III Katmai dopo la rimozione della copertura

Katmai era il nome in codice della prima generazione del processore Pentium III sviluppato da Intel come successore dell'ultima evoluzione del Pentium II (basato sul core Deschutes), e arrivò sul mercato il 26 febbraio 1999.

## Caratteristiche tecniche

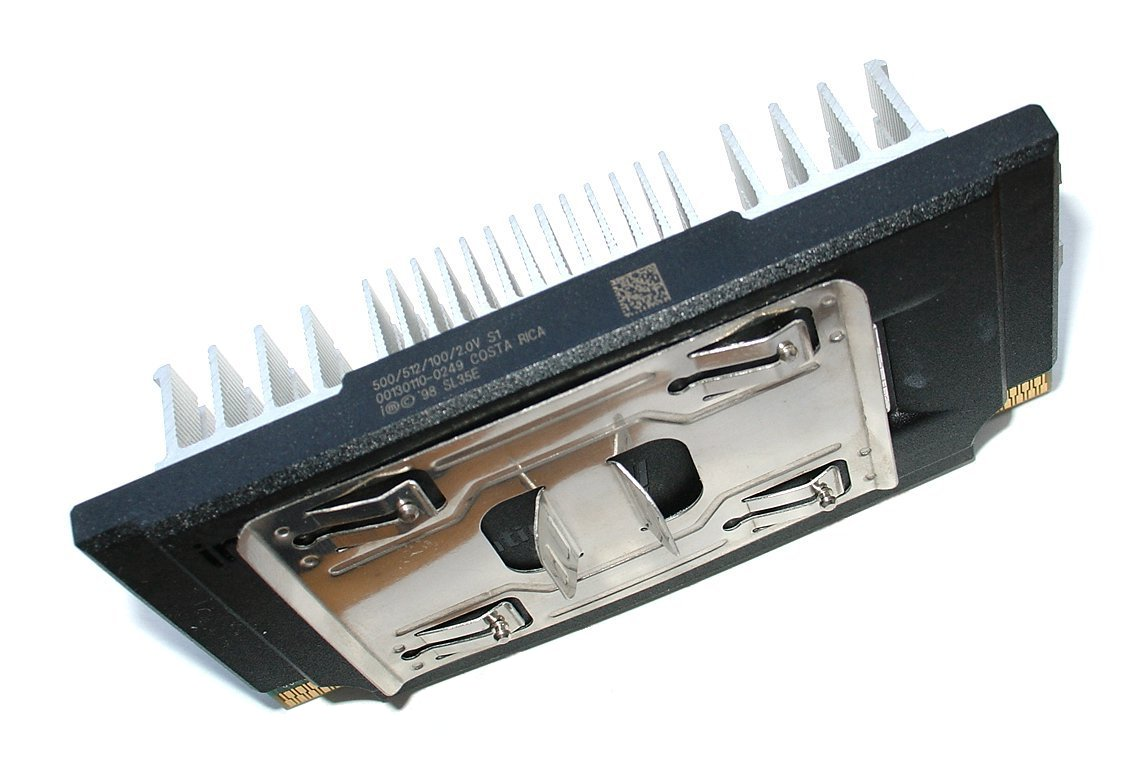
Pentium III Katmai con dissipatore

### Processo produttivo
Katmai era in realtà molto simile al suo diretto predecessore, Deschutes: vennero mantenuti inalterati il processo produttivo a 250 nm, il BUS a 100 MHz (portato a 133 nei modelli 533B e 600B) e la dotazione di cache L2 di 512 KB posizionata all'esterno del die del processore, sulla una scheda elettronica chiamata SECC (acronimo di "Single Edge Connector Cartdrige"), e funzionante alla metà della frequenza del processore. Proprio per la presenza della cache esterna al processore non poteva venire utilizzato un tradizionale socket, ma continuava a venire utilizzato lo Slot 1 per collegare la CPU alla scheda madre.

### Tecnologie implementate
Derivando dal Pentium II Deschutes, anche Katmai offriva il supporto alle istruzioni MMX ma la più evidente variazione rispetto al proprio predecessore fu l'introduzione di 70 nuove istruzioni, definite inizialmente "KNI" (acronimo di "Katmai New Instruction") e poi rinominate nelle più famose SSE che velocizzavano le applicazioni in virgola mobile, 3D, video e audio.

## Modelli arrivati sul mercato
La tabella seguente mostra i modelli di Pentium III, basati su core Katmai, arrivati sul mercato. Molti di questi condividono caratteristiche comuni pur essendo basati su diversi core; per questo motivo, allo scopo di rendere maggiormente evidente tali affinità e "alleggerire" la visualizzazione alcune colonne mostrano un valore comune a più righe. Di seguito anche una legenda dei termini (alcuni abbreviati) usati per l'intestazione delle colonne:
- Nome Commerciale: si intende il nome con cui è stato immesso in commercio quel particolare esemplare.
- Data: si intende la data di immissione sul mercato di quel particolare esemplare.
- Socket: lo zoccolo della scheda madre in cui viene inserito il processore. In questo caso il numero rappresenta oltre al nome anche il numero dei pin di contatto.
- Clock: la frequenza di funzionamento del processore.
- Molt.: sta per "Moltiplicatore" ovvero il fattore di moltiplicazione per il quale bisogna moltiplicare la frequenza di bus per ottenere la frequenza del processore.
- Pr.Prod.: sta per "Processo produttivo" e indica tipicamente la dimensione dei gate dei transistor (180 nm, 130 nm, 90 nm) e il numero di transistor integrati nel processore espresso in milioni.
- Voltag.: sta per "Voltaggio" e indica la tensione di alimentazione del processore.
- Watt: si intende il consumo massimo di quel particolare esemplare.
- Bus: frequenza del bus di sistema.
- Cache: dimensione delle cache di 1º e 2º livello.
- XD: sta per "XD-bit" e indica l'implementazione della tecnologia di sicurezza che evita l'esecuzione di codice malevolo sul computer.
- 64: sta per "EM64T" e indica l'implementazione della tecnologia a 64 bit di Intel.
- HT: sta per "Hyper-Threading" e indica l'implementazione della esclusiva tecnologia Intel che consente al sistema operativo di vedere 2 core logici.
- ST: sta per "SpeedStep Technology" ovvero la tecnologia di risparmio energetico sviluppata da Intel e inserita negli ultimi Pentium 4 Prescott serie 6xx per contenere il consumo massimo.
- VT: sta per "Vanderpool Technology", la tecnologia di virtualizzazione che rende possibile l'esecuzione simultanea di più sistemi operativi differenti contemporaneamente.

| Nome Commerciale    | Data        | Socket | Clock   | Molt. | Pr.Prod.        | Voltag. | Watt | Bus     | Cache            | XD | 64 | HT | ST | VT |
| ------------------- | ----------- | ------ | ------- | ----- | --------------- | ------- | ---- | ------- | ---------------- | -- | -- | -- | -- | -- |
| Pentium III 450 MHz | 26/feb/1999 | Slot 1 | 450 MHz | 4,5x  | 250 nm 9,5 mil. | 2 V     | 29 W | 100 MHz | L1=32KB L2=512KB | No | No | No | No | No |
| Pentium III 500 MHz | 26/feb/1999 | Slot 1 | 500 MHz | 5x    | 250 nm 9,5 mil. | 2 V     | 29 W | 100 MHz | L1=32KB L2=512KB | No | No | No | No | No |
| Pentium III 550 MHz | 17/mag/1999 | Slot 1 | 550 MHz | 5,5x  | 250 nm 9,5 mil. | 2 V     | 29 W | 100 MHz | L1=32KB L2=512KB | No | No | No | No | No |
| Pentium III 600 MHz | 2/ago/1999  | Slot 1 | 600 MHz | 6x    | 250 nm 9,5 mil. | 2 V     | 29 W | 100 MHz | L1=32KB L2=512KB | No | No | No | No | No |

Nota: la tabella soprastante è un estratto di quella completa contenuta nella pagina del Pentium III.

## Il successore
Katmai venne sostituito tra la fine del 1999 e l'inizio del 2000 dal core Coppermine che, oltre a introdurre il nuovo processo produttivo a 180 nm, integrava la memoria cache L2 direttamente nel die del processore, aumentando l'efficienza della stessa e rendendo di fatto inutile l'adozione dello Slot 1, in favore di un ritorno ad un socket di tipo tradizionale.